# Darlington Omodiagbe
Darlington Eglakhian Omodiagbe (ur. 2 lipca 1978 roku w Warri) – nigeryjski piłkarz, występujący na pozycji pomocnika. W swojej karierze zdobył między innymi mistrzostwo Polski z klubem ŁKS Łódź w sezonie 1997/1998. Karierę kończył w 2014 w SV Wacker Burghausen. Posiada dwa obywatelstwa: nigeryjskie i niemieckie.